# Јовица Милутиновић
Јовица Милутиновић (1773-1846) рођен је седамдесетих година XVIII вијека у колубарском селу Санковићу. Он се појављује послије Сјече кнезова, заједно са кнезом Николом Грбовићем и другим устаничким вођама Ваљевске нахије и са њима, као буљукбаша ослобађа Ваљево. У каснијим бојевима свуда храбро учествује све до пропасти Устанка. 1810. постаје капетан, 1813. склања се у Срем. У Другом устанку капетан Јовица Милутиновић такође активно учествује, бори се и ослобађа Палеж, Ваљево по други пут, а затим тјера Турке из Шабачке нахије.